# 4078 Polakis
A 4078 Polakis (ideiglenes jelöléssel 1983 AC) a Naprendszer kisbolygóövében található aszteroida. Brian A. Skiff fedezte fel 1983. január 9-én.